# Robert Reininger
Pour les articles homonymes, voir Reininger.
Robert Reininger (28 septembre 1869, Linz, Donau - 17 mai 1955, Vienne) est un philosophe autrichien.
Il s'est surtout intéressé à la théorie de la connaissance en s'appuyant sur la philosophie de Friedrich Nietzsche. S'inscrivant dans le courant vitaliste et néo-kantien, il a également contribué à la philosophie des valeurs ou axiologie.

## Publications
Allemand
- Kants Lehre vom inneren Sinn und seine Theorie der Erfahrung, Wien-Leipzig 1900.
- Philosophie des Erkennens, Leipzig 1911.
- Das Psycho-Physische Problem. Eine erkenntnistheoretische Untersuchung zur Unterscheidung des Physischen und Psychischen überhaupt, Wien-Leipzig 1916.
- Friedrich Nietzsches Kampf um den Sinn des Lebens. Der Ertrag seiner Philosophie für die Ethik, Wien-Leipzig 1922; deuxième édition 1925.
- « Locke, Berkeley, Hume » (Geschichte der Philosophie in Einzeldarstellungen, t. 22-23), München 1922.
- « Kant, seine Anhänger und Gegner » (Geschichte der Philosophie in Einzeldarstellungen, t. 27-28), München 1923.
- Metaphysik der Wirklichkeit, Wien-Leipzig 1931.
- Wertphilosophie und Ethik. Die Frage nach dem Sinn des Lebens als Grundlage einer Wertordnung, Wien-Leipzig 1939.
- Metaphysik der Wirklichkeit. Zweite, gänzlich neubearbeitete und erweiterte Auflage, 2 t., Wien 1947-1948 ;  München 1970.
- Nachgelassene philosophische Aphorismen aus den Jahren 1948-1954, hg. von E. Heintel, Wien 1961.
- Jugendschriften 1885-1895. Aphorismen 1894-1948, hg. und eingeleitet von K. Nawratil, Wien 1974.
- Philosophie des Erlebens. Ausgewählt, hg. und eingeleitet von K. Nawratil, Wien 1976.
- Einführung in die Probleme und Grundbegriffe der Philosophie. Aufgrund des nachgelassenen Manuskripts hg. von K. Nawratil, Wien 1978.